# Kunio Yanagita
Kunio Yanagida (柳田 國男 Yanagida Kunio?,  Fukusaki, 31 de julio de 1875 - Tokio, 8 de agosto de 1962) fue un escritor y académico japonés, conocido como el "padre del folclore japonés" (o minzokugaku). Su nombre de nacimiento era Kunio Matsuoka (松岡 國男 Matsuoka Kunio?).

## Primeros años

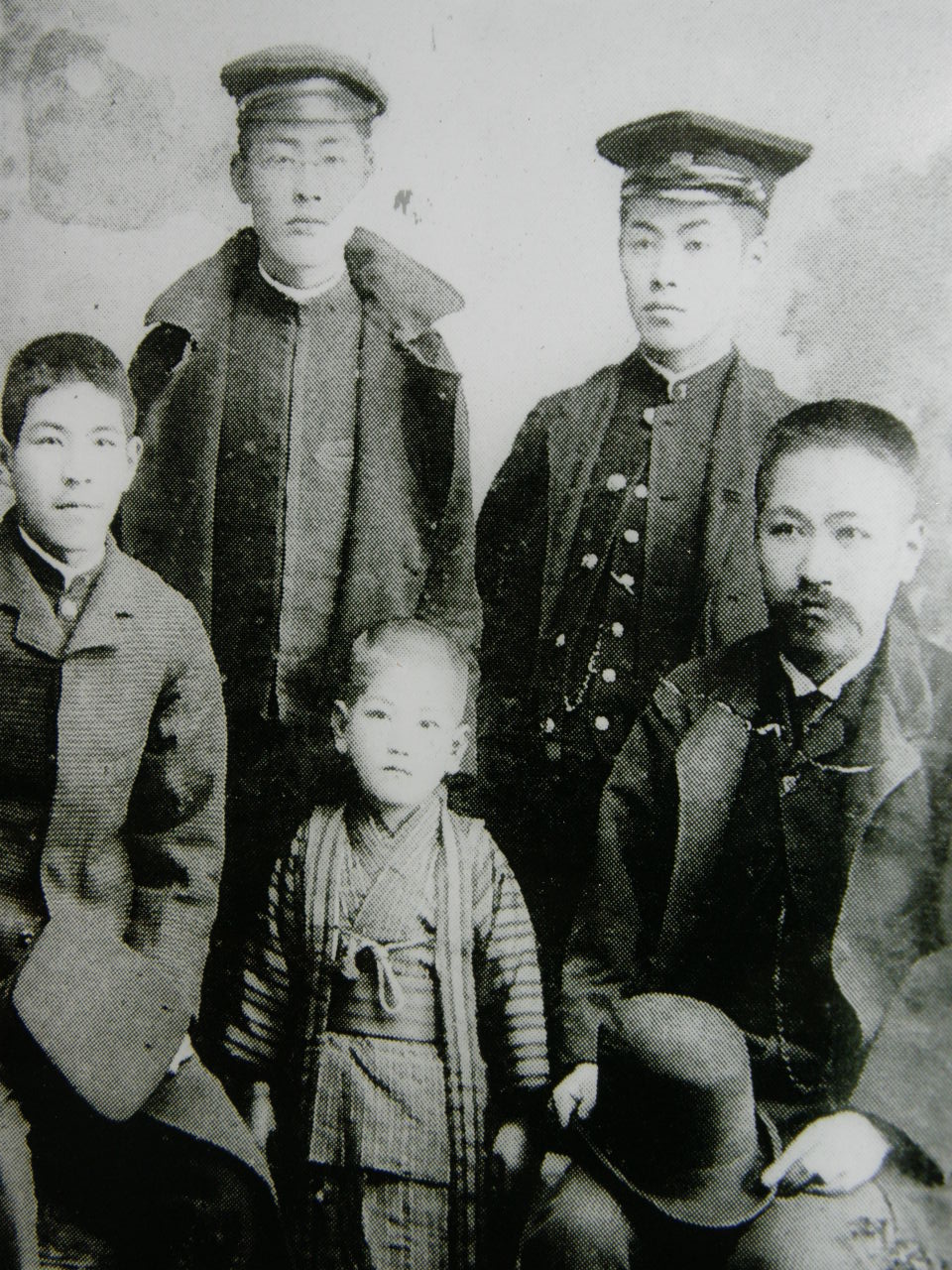
Los cinco hermanos Matsuoka.

Yanagita nació como el quinto hijo de la familia Matsuoka en la ciudad de Fukusaki, ubicada en la prefectura de Hyōgo. Nació bajo el nombre de Kunio Matsuoka —o Matsuoka Kunio en la onomástica japonesa—, pero fue adoptado en la familia de un juez llamado Naohei Yanagita. En ese momento, era una práctica bastante común que las familias sin un hijo adoptasen a un niño o un joven para heredar los bienes de la misma. Esto a menudo ocurría a través del matrimonio, con la familia adoptiva casando a una descendiente con el heredero elegido como una forma de vincularlo a la familia. En este caso en particular, Naohei le ofreció la mano de su hija, Taka. Los dos se casaron en 1901, y su nombre fue cambiado a Kunio Yanagita.

## Carrera
Después de graduarse con una licenciatura en derecho de la Universidad Imperial de Tokio, ejerció como burócrata, trabajando para el Departamento de Administración Agrícola del Ministerio de Agricultura y Comercio, que duraría unos 20 años. En el transcurso de su tiempo en la burocracia, tuvo la oportunidad de viajar por todo Japón. Durante estos viajes de negocios, Yanagita comenzó a interesarse cada vez más en los asuntos de las aldeas rurales y su política económica agrícola. Bajo la influencia de amigos literarios como el escritor Shimazaki Toson, Yanagita publicó los trabajos presuntamente basados en las tradiciones orales locales como Cuentos de Tono (1912). Colaboró extensamente con el folclorista Kizen Sasaki, y juntos publicaron numerosos libros.
El enfoque de Yanagita en las tradiciones locales fue parte de un esfuerzo mayor para insertar las vidas de los comuneros a narrativas de la historia japonesa. Sostuvo que las narrativas históricas eran típicamente dominadas por los acontecimientos pertenecientes a gobernantes y funcionarios de alto rango. Afirmó que estas narrativas se centraron en los acontecimientos históricos de la élite e ignoró los relatos inconclusos y repetitivos de las vidas caracterizadas en las personas japonesas normales a través de la historia. Hizo hincapié en las prácticas únicas de los diferentes grupos de personas comunes, como sanka o habitantes de la montaña, e isleños. Su trabajo es frecuentemente innovador y a veces tiene registros culturales únicos.

## Obras destacadas

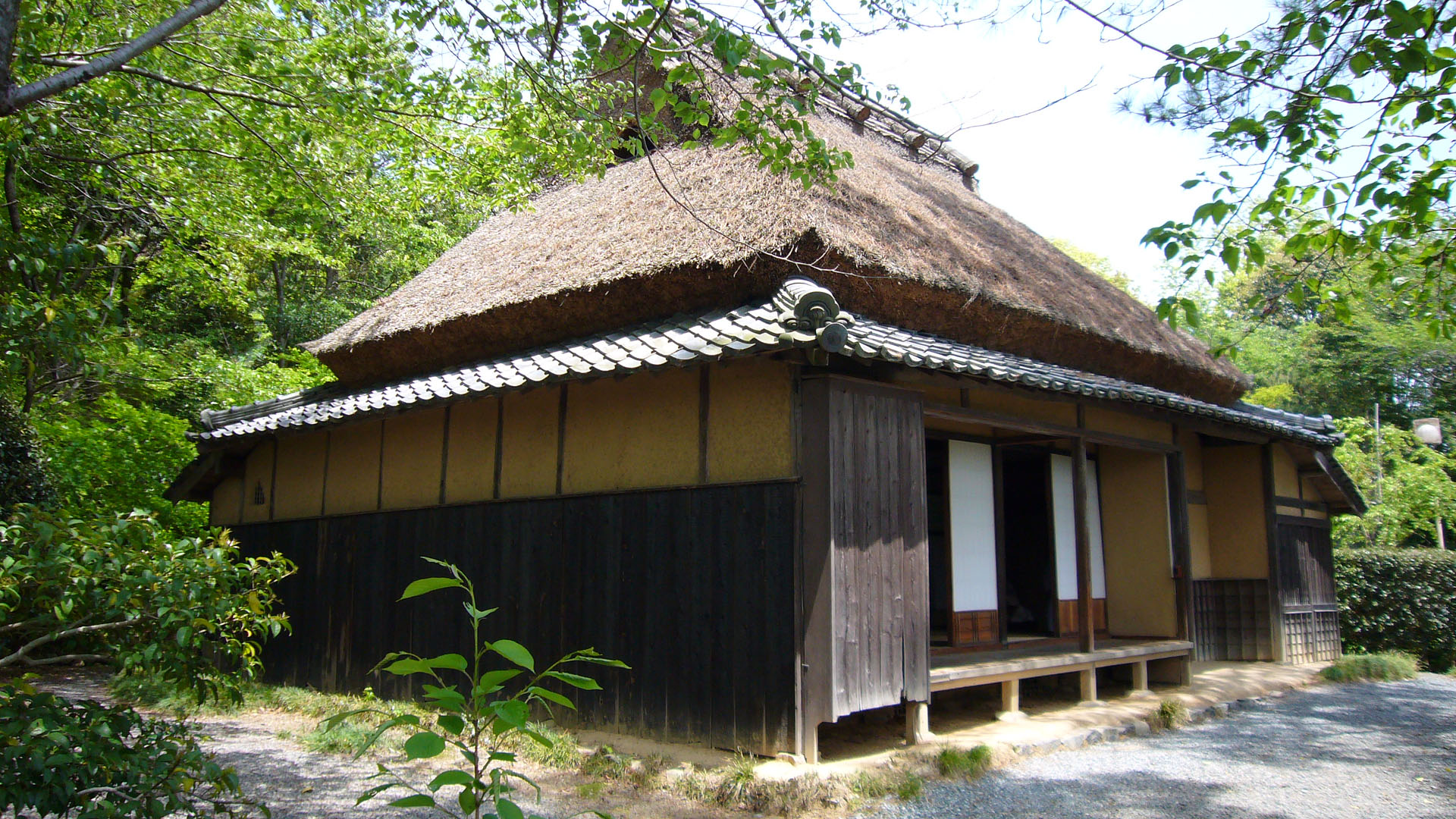
Casa de los padres de Kunio Yanagita.

- Tōno Monogatari (遠野物語)

Un registro de leyendas folclóricas (como rechazo al cuento folclórico) reunidos en Tono, Prefectura de Iwate. Famoso yōkai en las historias incluyen kappa y zashiki-warashi.
- Kagyūkō (蝸牛考)

Yanagita reveló que la distribución de las diferentes formas de llamar al caracol en japonés seguían una distribución en forma de círculos concéntricos dentro del archipiélago japonés. Eso introdujo la teoría lingüística de Centro versus periferia o «Teoría del dialecto de las zonas circundantes».
- Momotarō no Tanjō (桃太郎の誕生)

Describe algunas facetas de la sociedad japonesa por analizar el famoso cuento folclórico Momotaro. Su metodología fue seguida por muchos etnologistas y antropólogos.
- Kaijō no Michi (海上の道)

Él buscó el origen de la cultura japonesa en Okinawa, aunque muchos de sus especulaciones fueron negados por investigadores posteriores. Se inspiró en recoger una Arecaceae plantada en la Corriente de Kuroshio cuándo merodeaba en una playa en Iragomisaki, Prefectura de Aichi.